# Tłustogonek
Tłustogonek (Thylamys) – rodzaj ssaków z podrodziny dydelfów (Didelphinae) w obrębie rodziny dydelfowatych (Didelphidae).

## Zasięg występowania
Rodzaj obejmuje gatunki występujące w Ameryce Południowej.

## Morfologia
Długość ciała (bez ogona) 6,2–13,7 cm, długość ogona 6,5–15,4 cm; masa ciała 11–66 g.

## Systematyka
Rodzaj zdefiniował w 1843 roku angielski zoolog John Edward Gray w publikacji swojego autorstwa poświęconej spisowi kolekcji ssaków ze zbiorów Muzeum Brytyjskiego. Jako gatunek typowy Gray wyznaczył (oznaczenie monotypowe) tłustogonka wytwornego (T. elegans).

### Etymologia
- Thylamys (Tylomys, Thylamis, Tylamys, Thulamys): gr. θυλαξ thulax, θυλακος thulakos ‘wór’; μυς mus, μυός muos ‘mysz’[12].
- Xerodelphys: gr. ξηρος xēros ‘suchy’; rdzeń -delphys, od gr. δελφύς delphys ‘łono, macica’ (używany jako rdzeń w wielu nazwach dydelfowatych)[6]. Gatunek typowy (oryginalne oznaczenie): Marmosa karimii Petter, 1968.

### Podział systematyczny
Do rodzaju należą następujące współcześnie występujące gatunki zgrupowane w dwóch podrodzajach:
| Podrodzaj   | Grafika | Gatunek             | Autor i rok opisu   | Nazwa zwyczajowa         | Podgatunki | Rozmieszczenie geograficzne | Podstawowe wymiary (DC – długość ciała; DO – długość ogona; MC – masa ciała) | Status IUCN |
| ----------- | ------- | ------------------- | ------------------- | ------------------------ | ---------- | --- | ---------------------------------------------------------------------------- | ----------- |
| Xerodelphys |         | Thylamys karimii    | (Petter, 1968)      | tłustogonek brazylijski  | monotypowy | Rondônia na wschód do Piauí i Pernambuco, na południe do Minas Gerais | DC: 7,9–12,9 cm; DO: 6,9–10,6cm; MC: 16–43 g                                 | VU          |
| Xerodelphys |         | Thylamys velutinus  | (J.A. Wagner, 1842) | tłustogonek karłowaty    | monotypowy | południowo-środkowa i południowo-wschodnia Brazylia (Goiás, Minas Gerais i São Paulo | DC: 7,9–10 cm; DO: 6,5–9,1 cm; MC: 13–36 g                                   | NT          |
| Thylamys    |         | Thylamys elegans    | (Waterhouse, 1839)  | tłustoogonek wytworny    | monotypowy | Coquimbo na południe do Los Lagos, Kolumbia | DC: 9–13,7 cm; DO: 10,5–14,6 cm; MC: brak danych                             | LC          |
| Thylamys    |         | Thylamys pallidior  | (O. Thomas, 1902)   | tłustogonek białobrzuchy | monotypowy | południowe Peru, południowo-zachodnia Boliwia, północne Chile i Argentyna | DC: 7,3–10,5 cm; DO: 9–11,8 cm; MC: 13–38 g                                  | LC          |
| Thylamys    |         | Thylamys tatei      | (Handley, 1957)     | tłustogonek peruwiański  | monotypowy | Ancash i Lima, Peru | DC: 10,9–12,3 cm; DO: 11,8–13,2 cm; MC: 16–54 g                              | DD          |
| Thylamys    |         | Thylamys pusillus   | (Desmarest, 1804)   | tłustogonek mały         | monotypowy | południowo-wschodnia Boliwia (Santa Cruz), zachodni Paragwaj i północna Argentyna (Formosa, Corrientes (na południe od Esteros del Iberá), Entre Ríos, Chaco, Santiago del Estero, Catamarca i San Juan) | DC: 6,2–12 cm; DO: 7,9–13,4 cm; MC: 11–66 g                                  | LC          |
| Thylamys    |         | Thylamys macrurus   | (Olfers, 1818)      | tłustogonek paragwajski  | monotypowy | południowa Brazylia (Mato Grosso do Sul) i wschodni Paragwaj | DC: 10,1–13,5 cm; DO: 13,2–15,4 cm; MC: 30–57 g                              | NT          |
| Thylamys    |         | Thylamys sponsorius | (O. Thomas, 1921)   | tłustogonek argentyński  | monotypowy | południowa Boliwia (Tarija), północno-zachodnia Argentyna (Jujuy, Salta, Tucumán i Catamarca) | DC: 8,6–11,9 cm; DO: 12,5–15,4 cm; MC: 15,5–62 g                             | LC          |
| Thylamys    |         | Thylamys venustus   | (O. Thomas, 1902)   | tłustogonek płowobrzuchy | monotypowy | Boliwia (Cochabamba, Chuquisaca i Tarija) i południowo-zachodnia Argentyna (Jujuy i Tucumán) | DC: 8,4–11 cm; DO: 11,1–13,8 cm; MC: 12–26 g                                 | DD          |

Kategorie IUCN:  LC  – gatunek najmniejszej troski,  NT  – gatunek bliski zagrożenia,  VU  – gatunek narażony,  DD  – gatunki o nieokreślonym stopniu zagrożenia.
Opisano również gatunki wymarłe:
- Thylamys colombianus Goin, 1997[15] (Ameryka Południowa; miocen).
- Thylamys contrerasi (Mones, 1980)[16] (Ameryka Południowa; pliocen).
- Thylamys minutus Goin, 1997[17] (Ameryka Południowa; miocen).
- Thylamys pinei Goin, Montalvo & Visconti, 2000[18] (Ameryka Południowa; miocen).
- Thylamys zettii Goin, 1997[19] (Ameryka Południowa; wczesny kenozoik).